# Nicholas Hardinge
Nicholas Hardinge (1699–1758) est un fonctionnaire anglais, greffier à la Chambre des communes de 1731 à 1752, puis secrétaire au Trésor et membre du Parlement connu aussi comme poète néo-latin.

## Biographie
Il est le fils aîné de Gideon Hardinge (décédé en 1712), vicaire de Kingston upon Thames, et né à Kingston le 7 février 1699. Il fait ses études au Collège d'Eton, puis à partir de 1718 au King's College, à Cambridge. Il passe en BA en 1722, MA en 1726 et devient membre de son collège. Pendant le séjour de Hardinge à Cambridge, un différend surgit à propos de l'expulsion d'un étudiant pour ses réflexions politiques dirigées contre les conservateurs dans le cadre d'un exercice universitaire. Un appel est interjeté auprès de l'évêque de Lincoln et, lors de sa décision contre les autorités, un litige s'ensuit. Les études juridiques de Hardinge commencent par une enquête sur le pouvoir de visite dans le cadre de cette querelle, mais son essai sur le sujet n'a jamais été publié.
Il entre à Middle Temple en 1721 et, après avoir quitté Cambridge, il est appelé à la barre. Il accepte le poste de greffier en chef à la Chambre des communes en 1731 et le conserve jusqu'en avril 1752, lorsqu'il vend le poste à Jeremiah Dyson pour 6 000 £ et est nommé secrétaire adjoint du Trésor. Il rédige un rapport sur l'état dans lequel il a trouvé les journaux de la Chambre et les met en forme, en intégrant son propre rapport.
Il est propriétaire du manoir Canbury à Kingston-upon-Thames après le décès d'un cousin portant le même nom. Il a été élu membre du Parlement pour Eye, dans le Suffolk, en 1748 et 1754.
Il est décédé le 9 avril 1758.

## Travaux
Hardinge a la réputation d'être un érudit classique, et c'est sur son conseil que James "Athénien" Stuart se rend à Athènes. Toute sa vie, il écrit des vers latins de mérite, mais aucun recueil n'est publié avant sa mort. En 1780, «Poemata auctore Nicolao Hardinge», colonel Reg. Socio, 'Londres, (certaines copies portent le titre' Versets latins de feu Nicolas Hardinge, esq. '). Ce recueil de ce qu'il a écrit en latin est édité par son fils aîné, qui avait en préparation au moment de sa mort un recueil de vers anglais de son père et d'autres écrits, et commence une vie en latin à ajouter au préfixe. Ces matériaux ont tous été incorporés dans un volume par J. Nichols. Des poèmes anglais et latins sont apparus du vivant de l'auteur dans différentes publications.
L'essai sur la régence est écrit à la demande de William Augustus de Cumberland, dont Hardinge est un lecteur de droit à partir de 1732; il est ensuite procureur général du duc.

## Famille
Il épouse, le 19 décembre 1738, Jane, fille de John Pratt, dont il a neuf fils et trois filles. Son fils aîné survivant est George Hardinge ; Henry est père de George Nicholas Hardinge et Henry Hardinge, 1er vicomte Hardinge ; tandis que Richard (1756-1801) est créé baronnet en 1801, avec le reste aux héritiers de son père, et est remplacé par le révérend Charles Hardinge, fils aîné de son frère Henry.